# کالج ابرلین

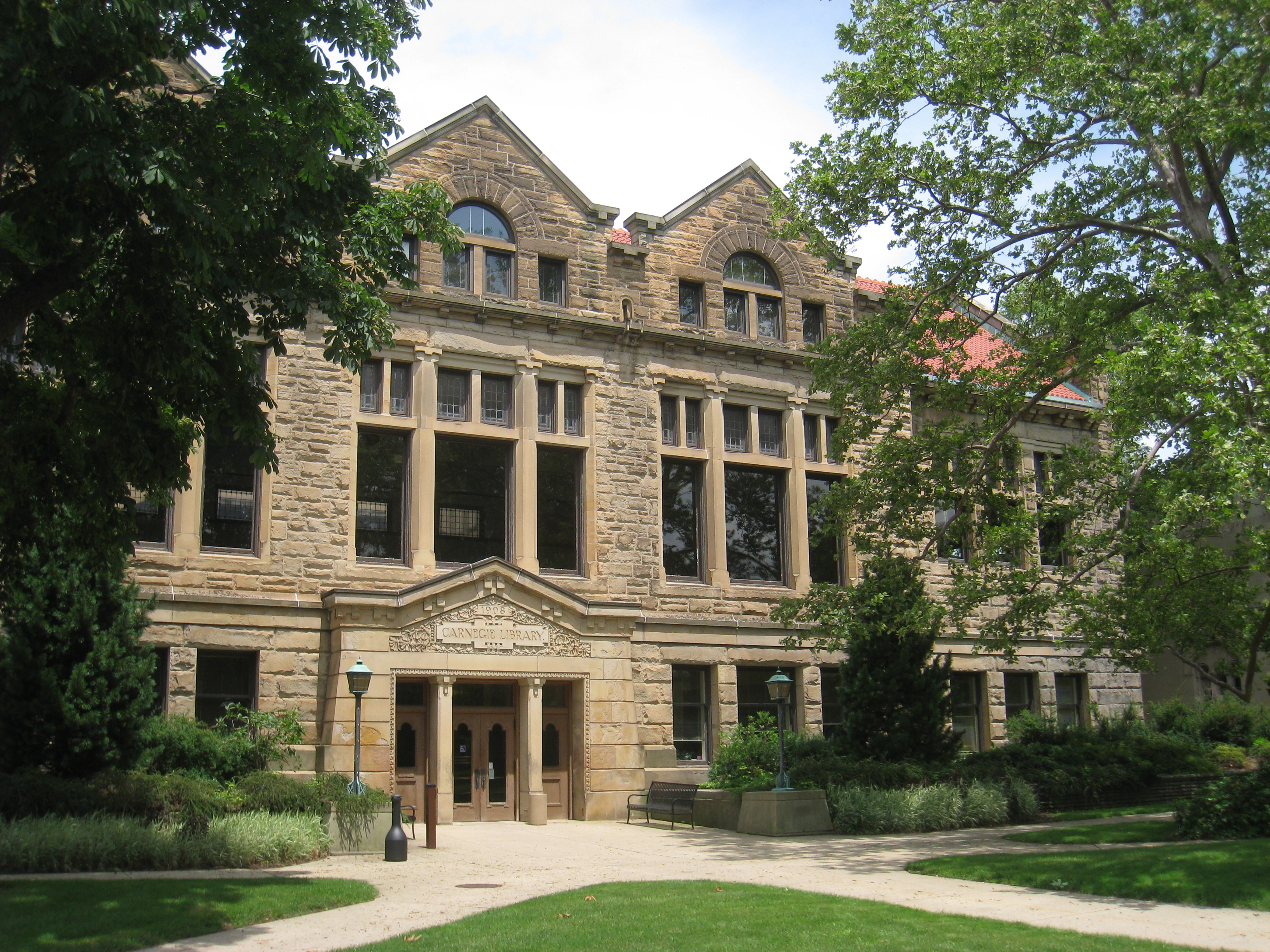

کالج ابرلین (به انگلیسی: Oberlin College) یک کالج خصوصی علوم مقدماتی و یک کنسرواتوار موسیقی در ابرلین، اوهایو است. این کالج قدیمی‌ترین کالج علوم مقدماتی مختلط در آمریکا و دومین مؤسسه قدیمی آموزش عالی مختلط در جهان است. کنسرواتوار موسیقی ابرلین قدیمی‌ترین کنسرواتوار در آمریکا است که به‌طور مداوم در حال فعالیت بوده‌است. در سال ۱۸۳۵، ابرلین بدل به یکی از اولین کالج‌ها در آمریکا شد که سیاهپوستان را پذیرش کرد و اولین کالجی شد که در سال ۱۸۳۷ زنان را پذیرش کرد. این کالج به خاطر کنشگری ترقی‌خواهانه دانشجویی آن از زمان تأسیس شناخته شده‌است.
کالج هنرها و علوم آن بیش از ۵۰ رشته، ماینر و تمرکز ارائه می‌دهد. از زمان تأسیس ابرلین تاکنون ۱۶ بورسیه رودز، ۲۰ بورسیه ترومن، ۱۲ بورسیه مکارتر، ۴ جایزه رومن، ۷ برنده جایزه پولیتزر، و ۴ برنده جایزه نوبل از آن فارغ‌التحصیل شده‌اند.

## فرهنگ پردیس دانشگاهی

### کنشگری سیاسی

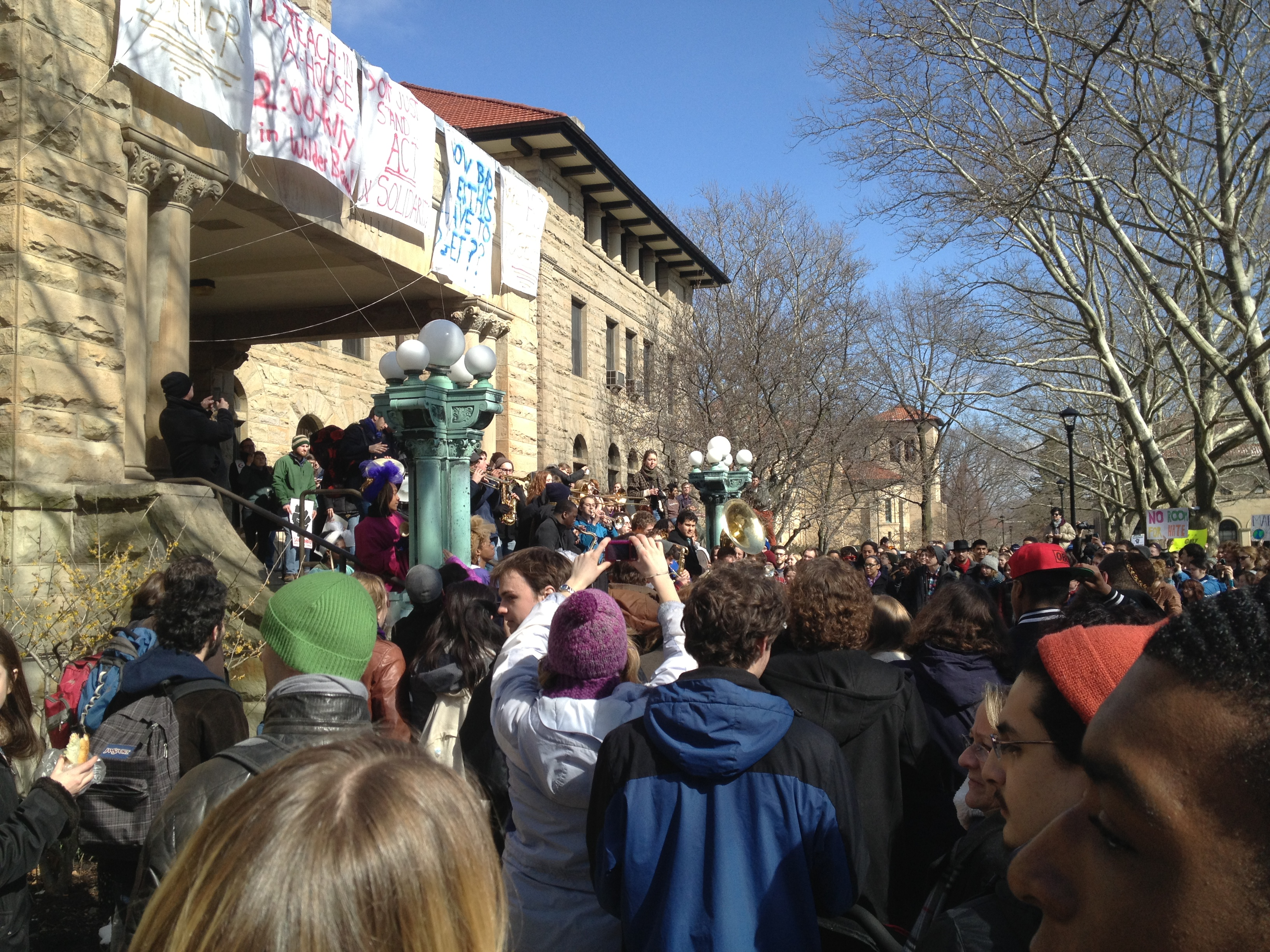
سخنرانان اعتراضی ابرلین.

بدنه دانشجویی ابرلین تاریخی طولانی از کنشگری دارد و به لیبرال بودن شهره است. در سال ۲۰۰۵ این کالج در فهرست کالج‌های دارای وجدان پرینستون ریویو قرار گرفت.